# Le Gros Petit Ami de Lisa
Le Gros Petit Ami de Lisa (Lisa's Date with Density) est le 7e épisode de la saison 8 de la série télévisée d'animation Les Simpson.

## Synopsis
Lisa punie par son professeur de musique est contrainte de remplir les tableaux avec des copies à la craie. Mais Nelson, qui était aussi puni dehors, lui donne un conseil pour finir la punition plus vite. À partir de cet événement, Lisa va commencer à développer des sentiments pour cette brute de Nelson Muntz, allant jusqu'à déclarer sa flamme. Lisa se sent convaincue qu'elle pourra changer Nelson, ce qui a l'air de marcher dans un premier temps ... 
Aux mêmes moments, Homer utilise un appareil inventé autrefois par le professeur Frink destiné à envoyer des appels automatique, il s'en sert pour arnaquer les habitants de Springfield.